# Liriomyza lesinensis
Liriomyza lesinensis är en tvåvingeart som beskrevs av Erich Martin Hering 1967. Liriomyza lesinensis ingår i släktet Liriomyza och familjen minerarflugor. Inga underarter finns listade i Catalogue of Life.